# 林在勇
林在勇（1965年9月—），上海人，华东师范大学中文系本科毕业、中国古代哲学史硕士研究生毕业，1992年7月参加工作，1985年1月加入中国共产党。1994年8月任华东师范大学中文系副教授，1997年10月任华东师大人文学院副院长，2007年4月任华东师大副校长；2013年11月任上海音乐学院院长、党委书记。2019年7月30日任上海師範大學黨委書記。2025年6月8日当选上海市语文学会会长。